# Kostel svatého Václava (Vraclav)
Bývalý kostel svatého Václava ve Vraclavi je původně románský kostel z 13. století, zrušený r. 1786 a přestavěný po požáru r. 1841 na patrový hostinec s pavlačí do dvora. Od roku 1958 je kulturní památkou.

## Popis
Jednopatrový objekt bývalého kostela se nachází na návsi obce Vraclav. Původní podoba kostela byla přetvořena novějšími adaptacemi. Kostel se skládal z podsklepené věže o rozměrech 9,7 × 5,5 m, mírně obdélné lodi o rozměrech 11,3 × 10,2 m a apsidy. Stejně jako u mnoha objektů ve Vraclavi je zdivo z lomové opuky a dosahuje tloušťky 1,1 m. Dozdívky kolem pozdějších oken a vstupů jsou z cihel. V současné době je budova ve vlastnictví obce.

## Historie
První kusé zmínky o kostele spadají do poloviny 14. století. Zprávy o zasvěcení kostela sv. Václavovi pocházejí až z baroka. Roku 1666 byl kostel obnoven vysokomýtským děkanem Samuelem Hattašem a byla mu přistavěna zvonice. V roce 1737 kostel vyhořel a byl opět vybudován v roce 1743. Pod vlivem josefínských dekretů byl kostel v roce 1786 uzavřen a nadále sloužil až do roku 1841 jako sýpka, kdy opět vyhořel. Po požáru v roce 1841 byla budova přestavěna na hostinec, který byl uzavřen v 70. letech 20. století.

## Archeologický výzkum
V objektu bylo při archeologickém průzkumu z konce 20. století objeveno 16 velice narušených hrobů. Bylo nalezeno několik zlomků hradištní keramiky, zbytek brakteátu, fragment záušnice a několik zlomků keramiky z mladohradištního období. Brakteát pochází z období mezi lety 1278 až 1300.